# Eugène d'Harcourt (politiker)
François Eugène Gabriel d'Harcourt, född den 22 augusti 1786 i Jouy-en-Josas, död den 2 maj 1865 i Paris, var en fransk hertig och statsman. Han var far Bernard d'Harcourt
d'Harcourt blev 1831 ambassadör i Madrid och deltog från 1837, då han blivit fransk pär, i det parlamentariska livet, försvarade frihandelsgrundsatserna och uppträdde emot planen att befästa Paris. År 1848 blev han franskt sändebud i Rom och understödde där ministären Rossi i dess försök att försona påvedömet med den politiska friheten. Efter Rossis död var han påven Pius IX behjälplig vid dennes flykt till Gaeta. I september 1849 lämnade d'Harcourt det politiska livet.